# 本郷 (横浜市)
本郷（ほんごう）は神奈川県横浜市瀬谷区の町名。現行行政地名は本郷一丁目から本郷四丁目。住居表示未実施区域。

## 地理
瀬谷区の西部に位置し、東に相沢と中央、西に大和市深見、南に瀬谷、北に中屋敷と接している。

### 地名の由来
町名は地元の要望により通称として定着していた字名を採った。

### 面積
面積は以下の通りである。
| 丁目       | 面積（km²） |
| ---------- | ----------- |
| 本郷一丁目 | 0.358       |
| 本郷二丁目 | 0.283       |
| 本郷三丁目 | 0.259       |
| 本郷四丁目 | 0.085       |
| 計         | 0.985       |

### 地価
住宅地の地価は、2024年（令和6年）1月1日の公示地価によれば、本郷三丁目19番4の地点で22万5000円/m²、本郷一丁目51番7外の地点で17万円/m²、本郷四丁目21番10の地点で17万7000円/m²、本郷三丁目57番16の地点で19万4000円/m²ととなっている。

## 歴史

### 沿革
- 1978年（昭和53年）7月17日 - 町界町名地番整理事業の施行に伴い、瀬谷町の一部を編入し、本郷一丁目、本郷二丁目、本郷三丁目を新設する[11]。
- 1980年（昭和55年）3月31日 - 瀬谷町の一部を本郷一丁目と本郷三丁目に編入[12]。
- 1986年（昭和61年）10月6日 - 瀬谷町の一部を編入し、本郷四丁目を設置[13]。

## 世帯数と人口
2025年（令和7年）6月30日現在（横浜市発表）の世帯数と人口は以下の通りである。
| 丁目       | 世帯数    | 人口    |
| ---------- | --------- | ------- |
| 本郷一丁目 | 1,320世帯 | 2,811人 |
| 本郷二丁目 | 1,555世帯 | 3,551人 |
| 本郷三丁目 | 1,305世帯 | 2,621人 |
| 本郷四丁目 | 404世帯   | 807人   |
| 計         | 4,584世帯 | 9,790人 |

### 人口の変遷
国勢調査による人口の推移。
| 年                 | 人口  |
| ------------------ | ----- |
| 1995年（平成7年）  | 7,736 |
| 2000年（平成12年） | 8,046 |
| 2005年（平成17年） | 9,237 |
| 2010年（平成22年） | 9,362 |
| 2015年（平成27年） | 9,567 |
| 2020年（令和2年）  | 9,485 |

### 世帯数の変遷
国勢調査による世帯数の推移。
| 年                 | 世帯数 |
| ------------------ | ------ |
| 1995年（平成7年）  | 2,681  |
| 2000年（平成12年） | 2,968  |
| 2005年（平成17年） | 3,534  |
| 2010年（平成22年） | 3,604  |
| 2015年（平成27年） | 3,826  |
| 2020年（令和2年）  | 3,955  |

## 学区
市立小・中学校に通う場合、学区は以下の通りとなる（2024年11月時点）。
| 丁目       | 番地 | 小学校             | 中学校             |
| ---------- | ---- | ------------------ | ------------------ |
| 本郷一丁目 | 全域 | 横浜市立大門小学校 | 横浜市立瀬谷中学校 |
| 本郷二丁目 | 全域 | 横浜市立大門小学校 | 横浜市立瀬谷中学校 |
| 本郷三丁目 | 全域 | 横浜市立大門小学校 | 横浜市立瀬谷中学校 |
| 本郷四丁目 | 全域 | 横浜市立瀬谷小学校 | 横浜市立瀬谷中学校 |

## 事業所
2021年（令和3年）現在の経済センサス調査による事業所数と従業員数は以下の通りである。
| 丁目       | 事業所数  | 従業員数 |
| ---------- | --------- | -------- |
| 本郷一丁目 | 55事業所  | 323人    |
| 本郷二丁目 | 45事業所  | 752人    |
| 本郷三丁目 | 70事業所  | 420人    |
| 本郷四丁目 | 19事業所  | 123人    |
| 計         | 189事業所 | 1,618人  |

### 事業者数の変遷
経済センサスによる事業所数の推移。
| 年                 | 事業者数 |
| ------------------ | -------- |
| 2016年（平成28年） | 191      |
| 2021年（令和3年）  | 189      |

### 従業員数の変遷
経済センサスによる従業員数の推移。
| 年                 | 従業員数 |
| ------------------ | -------- |
| 2016年（平成28年） | 1,618    |
| 2021年（令和3年）  | 1,618    |

## 施設

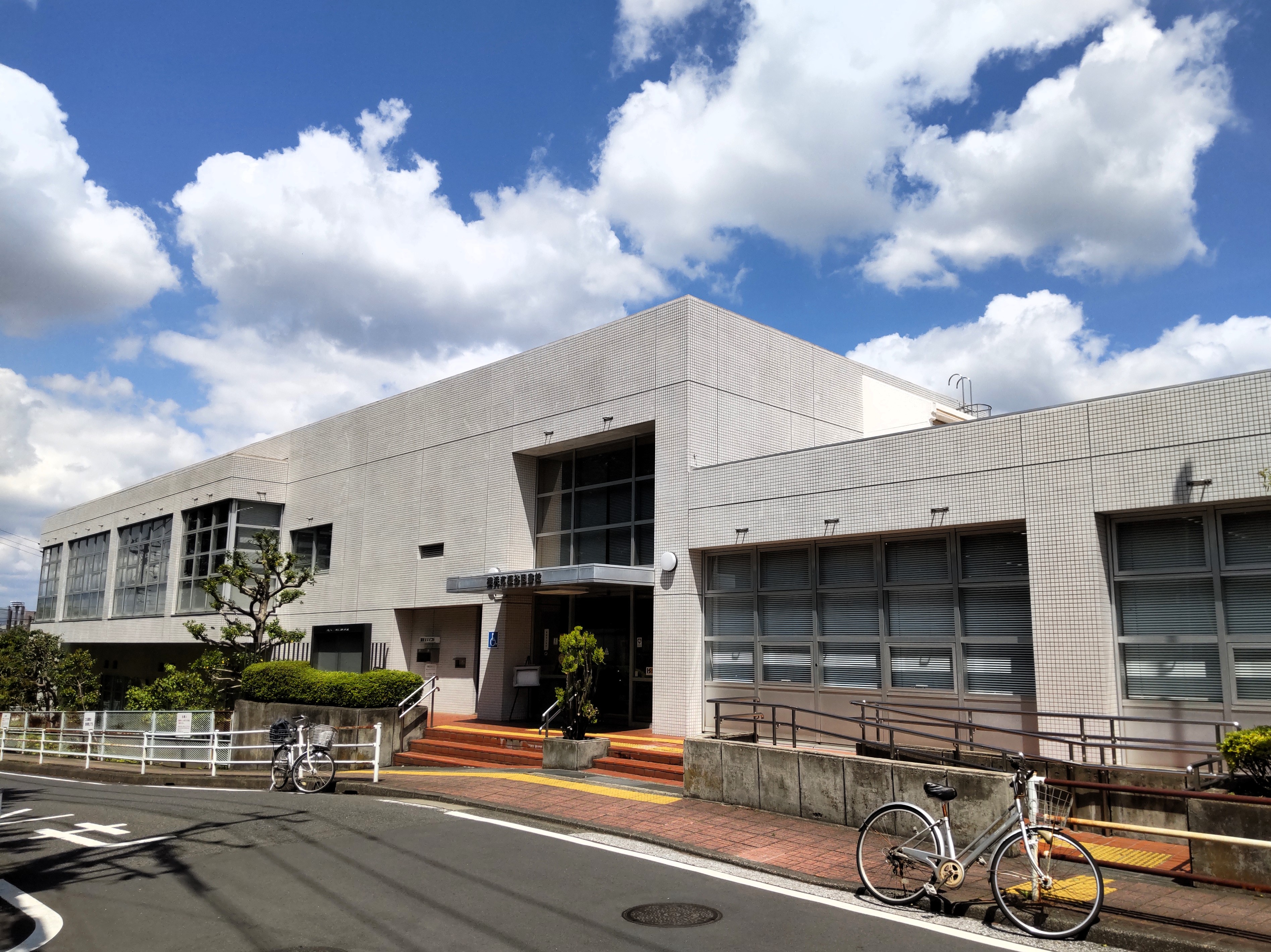
横浜市瀬谷図書館

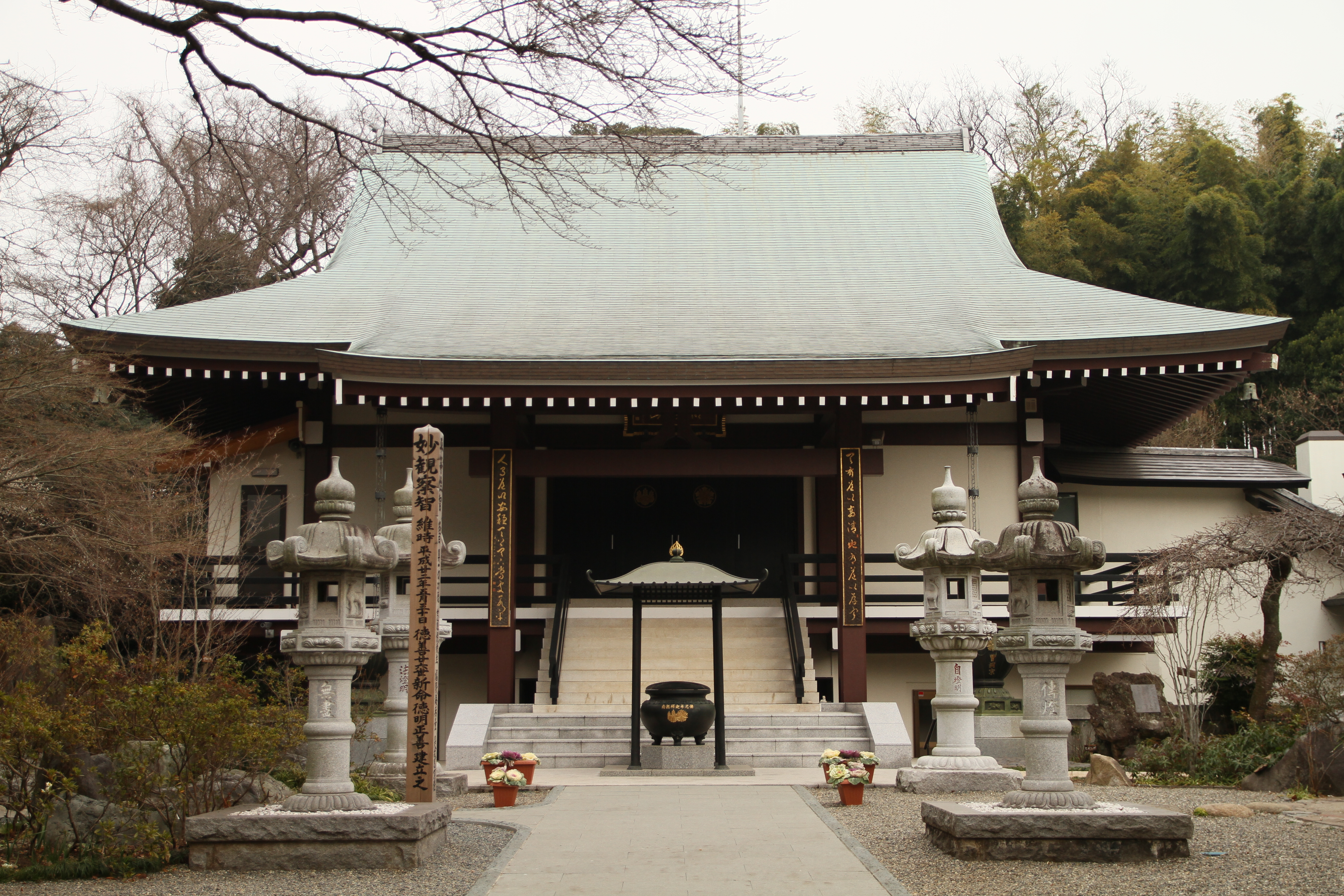
徳善寺

- 横浜市立大門小学校
- 横浜市瀬谷図書館
- 横浜本郷原郵便局
- 瀬谷中央公園
- 瀬谷本郷公園
- 徳善寺

## その他

### 日本郵便
- 郵便番号 : 246-0015[3]（集配局：瀬谷郵便局[23]）。

### 警察
町内の警察の管轄区域は以下の通りである。
| 町丁       | 番地等 | 警察署     | 交番・駐在所 |
| ---------- | ------ | ---------- | ------------ |
| 本郷一丁目 | 全域   | 瀬谷警察署 | 竹村町駐在所 |
| 本郷二丁目 | 全域   | 瀬谷警察署 | 竹村町駐在所 |
| 本郷三丁目 | 全域   | 瀬谷警察署 | 瀬谷駅前交番 |
| 本郷四丁目 | 全域   | 瀬谷警察署 | 目黒交番     |